# Söcking (Starnberg)
Söcking ist seit der Eingemeindung im Rahmen der Gebietsreform im Jahre 1978 ein Stadtteil der Stadt Starnberg in Oberbayern. Die Einwohnerzahl betrug am 31. Dezember 2019 6172.

## Lage
Söcking liegt auf einer Höhe von 695 m ü. NN auf den Endmoränen der Würmeiszeit am Starnberger See. Der Stadtteil befindet sich oberhalb und nordwestlich von Starnberg an einer Hanglage zwischen Maisinger Schlucht und Alersberg.

## Geschichte
Der Ort ist ersturkundlich als Sekkingen genannt. Es liegt der bajuwarische Personenname Secco zugrunde.
Am 1. Januar 1974 wurde die bis dahin selbständige Gemeinde Hadorf eingegliedert. Am 1. Mai 1978 verlor Söcking seine Eigenständigkeit. Seitdem gehört es zur Kreisstadt Starnberg.

## Sehenswertes

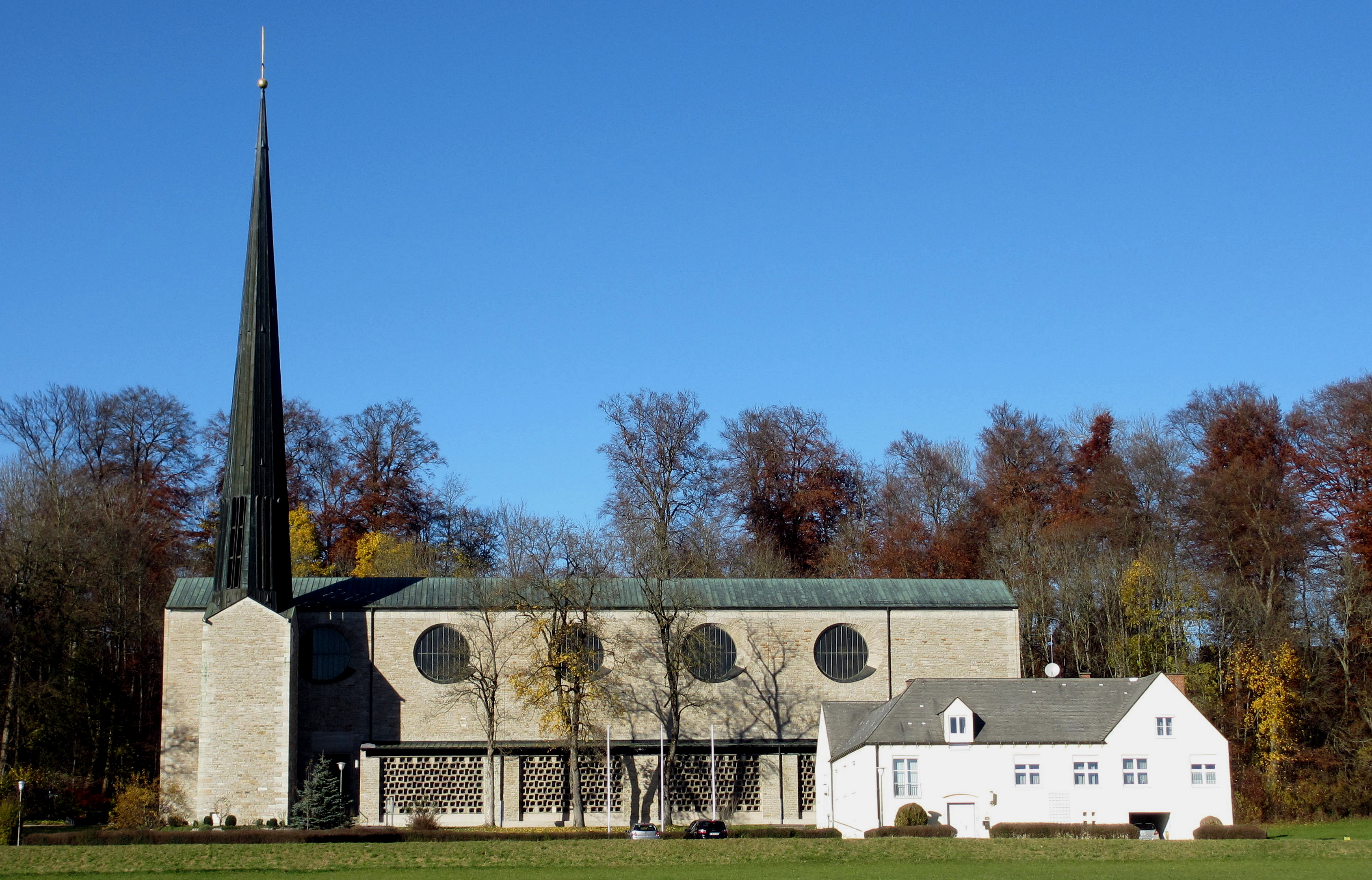
Pfarrkirche St. Ulrich

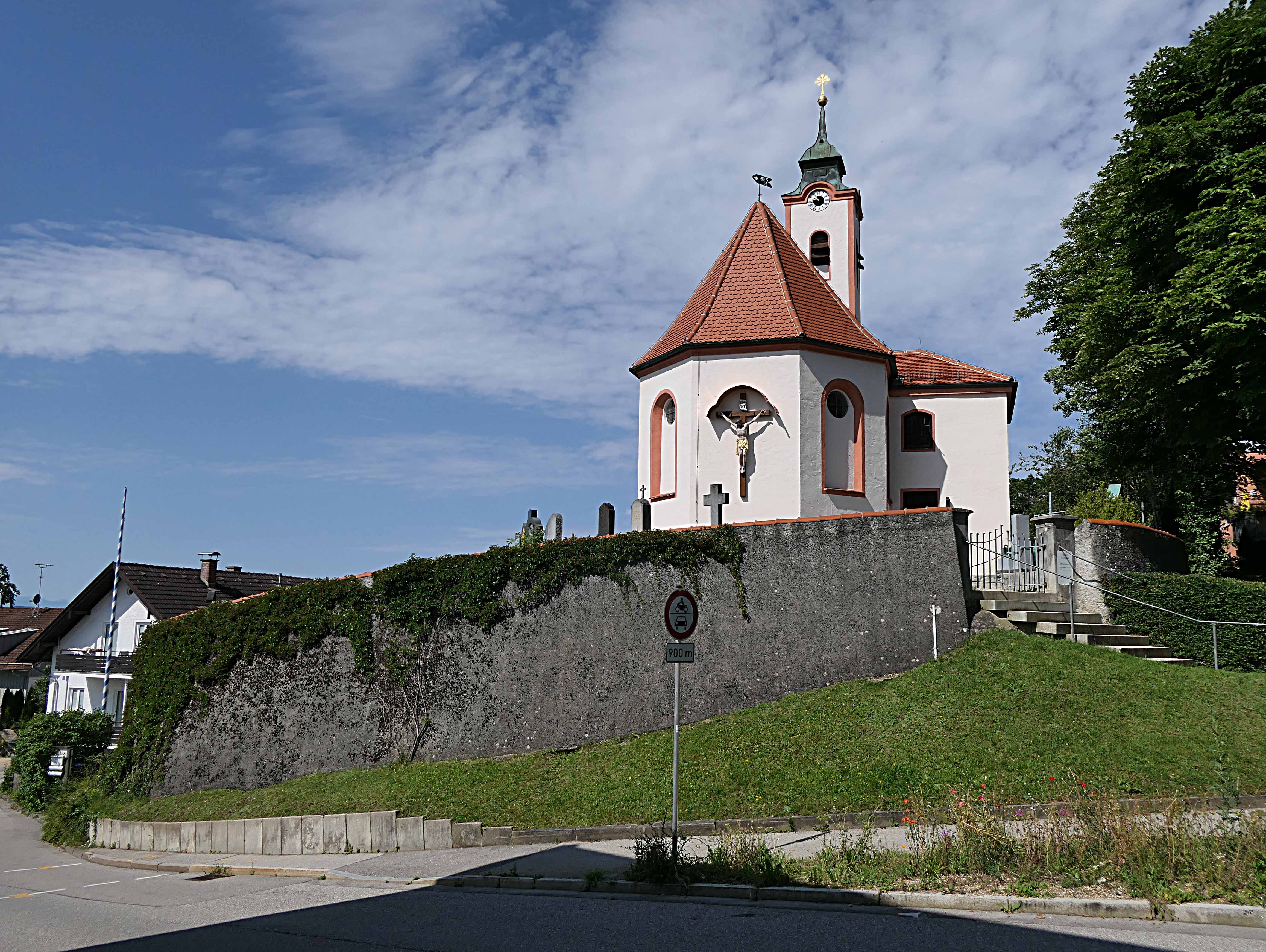
Kirche St. Stephan in Söcking

In Söcking befindet sich die römisch-katholische Pfarrgemeinde St. Ulrich. Kirche und Pfarrhaus stammen aus den 1950er Jahren. Bemerkenswert sind der 56 Meter hohe Turm, die bunten Glasfenster der Kirche sowie vor allem die Altarwand von Georg Brenninger im Ostchor. Es handelt sich hierbei um die größte Altarwand nördlich der Alpen (14 Meter hoch und sechs Meter breit).
Die alte Pfarrkirche St. Stephan stammt aus dem 18. Jahrhundert. Bekannt ist Söcking auch für sein Kriegsblindenkursanatorium. Bei gutem Wetter, vor allem bei Föhn, sieht man durch die Hanglage des Ortes von vielen Punkten aus die Alpen.
Wahrzeichen Söckings sind die St.-Stephans-Kirche sowie das weithin sichtbare Mausoleum des Prinzen Karl von Bayern auf dem Kahlberg mit einem äußerst kunstvoll gearbeiteten Sarkophag des Bildhauers Ernst Mayer, in dem auch beide Ehefrauen des Prinzen ihre letzte Ruhe fanden. In der befestigten Mausoleumsanlage befinden sich in einer neuromanischen Säulenhalle die Grabstätten der Grafen Almeida.
Im Süden von Söcking in Richtung Pöcking, auf der Verbindung zur Bundesstraße 2, befindet sich die höchste Spannbetonbrücke Oberbayerns, die hier die Maisinger Schlucht überspannt.
In Söcking wohnten der Schauspieler Johannes Heesters, der expressionistische Maler Fritz Gartz von 1928 bis zu seinem Tod 1960 sowie der österreichische Zoologe, Evolutionsbiologe und Verhaltensforscher Irenäus Eibl-Eibesfeldt. Der Physiker und Philosoph Carl Friedrich von Weizsäcker starb 2007 in Söcking.

## Vereine

### Freiwillige Feuerwehr
Im Mai 1873 wurde die Freiwillige Feuerwehr mit 23 Mitgliedern in der damals noch eigenständigen Gemeinde Söcking gegründet. Bereits 1880 gab es ein eigenes Feuerwehrhaus und 1896 folgte der Anschluss an das Wasserversorgungsnetz. Im Jahr 1955 wurde das Feuerwehrfahrzeug angeschafft und 1975 durch ein TLF 16 ersetzt, das noch immer gepflegt wird. Ein späteres Feuerwehrhaus stand neben dem Rathaus, seit 2008 befindet sich das neue Haus in der Riedeselstraße 1. Heute hat die Wehr vier Fahrzeuge und 60 aktive Mitglieder. Im Juni 2023 wurde das 150-jährige Bestehen gefeiert.

### Stefanischützen
Im Jahr 1901 wurde die Schützengesellschaft Söcking gegründet. Diese wurde 1969 nach der Gemeindekirche in Stefanischützen umbenannt. Der Verein hat 38 Mitglieder und hat sein Vereinsheim in der Alersbergstraße 1. Im Jahr 2017 wurde der Schießstand mit einer modernen Erfassungstechnik ausgerüstet.

## Bundeseinrichtungen
Am nördlichen Ende von Söcking unterhalb des Galgenberges befand sich bis 2013 eine schon von weitem auffällige Antennenanlage aus sieben etwa 40 Meter hohen Antennen rund um ein dreistöckiges weißes Gebäude. Es handelte sich dabei um eine im Zweiten Weltkrieg genutzte Horchstelle des Wehrkreiskommandos VII. Seit 1948 wurde die Anlage bis zum Ende des Kalten Krieges als Abhörstation „Kleefeld“ des „Bundesamts für Fernmeldestatistik“ bzw. der „Bundesstelle für Fernmeldestatistik“ genutzt, beides Tarnnamen für den Bundesnachrichtendienst (BND). Die Anlage trug die Bezeichnung „Horchstelle C“. Bis 2008 wurde das Gebäude, ebenso wie die ehemaligen Schulgebäude im Ortszentrum von Söcking, von der Abteilung 7 des BND (SBND – Schule des BND) genutzt. Die Anlage wurde vollständig abgerissen und im Januar 2015 an selber Stelle eine neu gebaute Kindertagesstätte eröffnet.